# アンティパトロス2世
アンティパトロス2世（希：Ἀντίπατρος Β', ラテン文字：Antipatros II, ? - 紀元前294年, 在位：紀元前297年 - 紀元前294年）は、アンティパトロス朝のマケドニア王である。
アンティパトロス2世は、アンティパトロス朝を開いたカッサンドロスとアレクサンドロス3世（大王）の異母妹のテッサロニカとの子（次男）である。カッサンドロスの死後、アンティパトロス2世の兄ピリッポス4世が王位についたものの在位短く早世したため、アンティパトロス2世は弟のアレクサンドロス5世と共に王位についた。彼は王国の分割に当たって弟を贔屓したとして命乞いにもかかわらず母を殺し、王位を奪われたアレクサンドロス5世は母の復讐のため兄と一戦交えようとデメトリオス1世を呼び込んだ。トラキア王リュシマコスは娘婿のアンティパトロス2世を説得し、和解を促した（アンティパトロス2世の妃はリュシマコスの娘エウリュディケ (en)である）。しかし、イプソスの戦いで敗れて以来、捲土重来を目論んでいたデメトリオス1世はカッサンドロスの悪行を大義名分としてアレクサンドロス5世を殺して自らが王位につき、アンティパトロス2世を王位より放逐した。
一方、トラキア人の王ドロミカイデスと戦っていたリュシマコスはデメトリオス1世との二正面での戦いを嫌い、アンティパトロス2世の支援を取りやめ、アンティパトロス2世のマケドニアの領地をデメトリオス1世が掌握することを認めた。これによってアンティパトロス2世は王位と領土を失った。その後、アンティパトロス2世はリュシマコスに騙されたと不平を漏らしたため、リュシマコスによって殺された。こうしてアンティパトロス朝は短命のうちに滅亡し、アンティパトロス2世の死によって、カッサンドロスとテッサロニカの直系子孫は断絶した。
紀元前279年にアンティパトロス2世の従兄弟にあたるアンティパトロス・エテシアスが一時的にアンティパトロス朝を再興させるも、在位して2ヶ月も経たぬうちに彼は親族のソステネスに王位を奪われ、ソステネスも紀元前277年には暗殺されるという不安定な短命の王朝に終わった。